# Марс, Форрест (младший)
Форрест Эдвард Марс младший (англ. Forrest Edward Mars, Jr.; 16 августа 1931 — 26 июля 2016) — американский предприниматель, бизнес-магнат.

## Биография
Сын Форреста Марса старшего и внук Фрэнка Марса, основателя американской кондитерской компании  Mars, Incorporated. Как член семьи Марсов владел бизнесом в компании Mars Incorporated и другими активами на сумму $11 миллиардов. В 2004 году оказался на 24 месте в рейтинге самых богатых людей планеты по версии журнала Forbes.
Окончил Йельский университет, где получил степень бакалавра науки и искусств.
Его дед, Франклин Марс, начал производство конфет на кухне собственного дома в городе Такома, штат Вашингтон в далеком 1911 году. Его отец придумал использовать в производстве солодовую нугу, данное его изобретение положило начало целой серии конфет, в том числе: M&M's, Twix, Skittles. Также отцом было основано подразделение компании, которое занималось производством еды для животных (Whiskas и Pedigree). Сегодня оно приносит его наследнику значительно больший доход, чем производство конфет и карамелей, несмотря на то, что компания занимает лидирующие позиции в мире в кондитерской сфере. Со временем Форрест Марс (младший) занял в семейном бизнесе должность генерального директора  Mars, Incorporated.
Был женат, отец четверых детей.

## Общественная деятельность
В последние годы имя этого американского миллиардера все чаще упоминалось в средствах массовой информации в связи с его борьбой с захватом частных земель для добычи нефти и газа. Причиной этому являются неоднократные попытки открыть разработки полезных ископаемых на территории принадлежащего Форресту Марсу и его семье ранчо – одного из поместий, находящихся в прекрасных районах с красивейшей природой. Крупные игроки нефтяного и газового бизнеса продолжают вести борьбу, заручившись поддержкой общественности и правительства, которое заявляет о том, что приоритет не за имущественными правами на землю, а за разработкой полезных ископаемых, добыча и использование которых играют существенную роль в экономике страны.
В 1991 году участвовал в финансировании президентской избирательной кампании республиканцев.
Вместе с бывшей женой Деборой внес существенные пожертвования для реконструкции кофейни XVIII века в Вильямсбурге.

## Награды
- Орден Дружбы (8 июня 2011 года, Россия) — за большой вклад в укрепление российско-американских торгово-экономических и общественных связей[5].